# أرليند أجيتي
أرليند أجيتي (Arlind Afrim Ajeti) (25 سبتمبر 1993 في بازل في سويسرا – )؛ هو لاعب كرة قدم كان يلعب كمدافع. يلعب مع منتخب ألبانيا لكرة القدم منذ عام 2014.

## وصلات خارجية
- أرليند أجيتي على موقع الاتحاد الدولي (مؤرشف)  (الإنجليزية)
- أرليند أجيتي على موقع الاتحاد الأوربي (الإنجليزية)
- أرليند أجيتي على موقع قاعدة بيانات كرة القدم.إي يو (الإنجليزية)
- أرليند أجيتي على موقع ناشيونال فوتبول تيمز (الإنجليزية)
- أرليند أجيتي على موقع Soccerway.com (الإنجليزية)
- أرليند أجيتي على موقع عالم كرة القدم.نت (الإنجليزية)
- أرليند أجيتي على موقع AS.com (الإسبانية)